# Газова плита

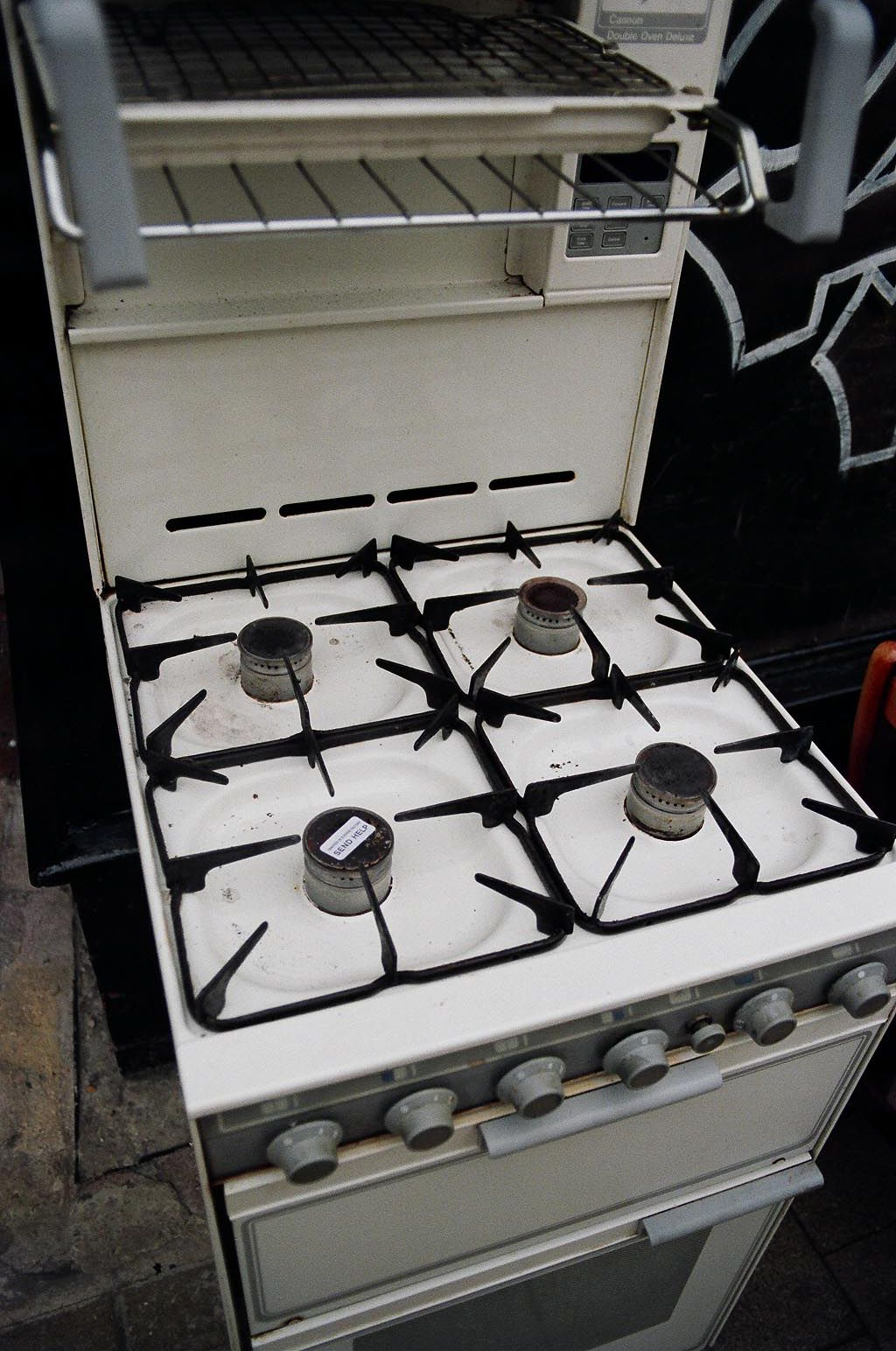
Газова плита

Га́зова плита́ — обладнання для приготування їжі, що працює на природному газі. Може використовувати природний газ з міської газорозподільної мережі або зріджений газ з балонів, за умови використання редуктора. Регулювання вогню здійснюється регулюванням потоку газу, що поступає в пальник. Газ проходить через сопло (жиклер), змішується з повітрям, отримана газоповітряна суміш через розсікач пальника, виходить через бічні отвори, займається.
Підпал пальника ручний (будь-яким джерелом відкритого вогню, найчастіше сірниками, електричними запальничками) або п'єзоелектричний. У найдосконаліших моделях є контроль за вимиканням газу — газ-контроль (коли вогонь гасне, перекривається подача газу), термостат для регулювання температури, а також електронний програматор, здатний відмикати в заданий час духовку і конфорки. 
Побутові газові плити виготовляють двох-, трьох- і чотирьохконфорними з духовими шафами і без них. Вони складаються з корпусу, робочого столу з вкладишами конфорок, духової шафи, газових пальників (конфорках і для шафи), газорозподільного пристрою з кранами. Деталі побутових плит виготовляють з термічно стійких, корозійностійких і довговічних матеріалів.
Покриття
Поверхня і деталі плити (окрім задньої поверхні) покриваються емаллю (як правило, білою), або виготовляються з неіржавіючої сталі.
Конструктивні характеристики
Висота робочого столу побутових плит 850 мм, а ширина — не менше 500 мм. Відстань між центрами сусідніх конфорок 230 мм. Номінальне навантаження пальників повинне забезпечувати рівномірний розігрів духової шафи до температури 285…300°С не більше ніж за 25 хвилин. Також бувають газові плити, газ в яких поступає через газові балони, з регулятором тиску РДСГ 1-1.2.
Плитка може комплектуватись як кришкою, так і бути без неї. Кришка може бути виконана з металу чи зі спеціального скла.

## Горіння газу

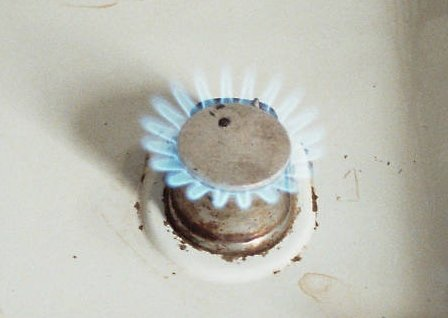
Конфорка. Горіння вогню

Побутові газові плити обладнали атмосферними пальниками з відведенням продуктів згорання безпосередньо в кухню. Частина повітря, необхідного для горіння (первинне повітря), ежектується газом, що витікає з сопел пальників; решта (вторинне повітря) поступає до полум'я безпосередньо з довкілля. Повітря до пальників духової шафи поступає через спеціальні щілини і отвори в плиті. Продукти згорання пальників конфорок проходять через щілину між дном посуду і робочим столом плити, піднімаються уздовж стінок посуду, обігріваючи їх, і поступають в довколишню середовище. Продукти згорання пальників духової шафи обігрівають його і поступають в кухню через отвори в бічних або задньою стінках плити. Відведення продуктів згорання безпосередньо в приміщення пред'являє високі вимоги до конструктивних якостей пальників, які повинні забезпечувати повне згорання газу.
Основними причинами, що викликають хімічну неповноту згорання газу в пальників конфорок, є:
- охолоджувальна дія стінок посуду, що може привести до неповного протікання хімічних реакцій горіння, утворення чадного газу і сажі
- незадовільне перемішування газу з первинним повітрям в проточній частині ежектора
- погана організація підведення вторинного повітря і відведення продуктів згорання
- підвищений тиск газу

## Інтернет-ресурси
- Gas Stoves: The Fracking Tailpipe in Your Kitchen. The Science and Environmental Health Network (амер.). 19 січня 2023. Процитовано 23 січня 2023.